# Julian Grabowski (chemik)
Julian Grabowski (ur. 25 grudnia 1848 w Warszawie, zm. 26 lutego 1882 w Krakowie) – polski chemik organik i technolog. 

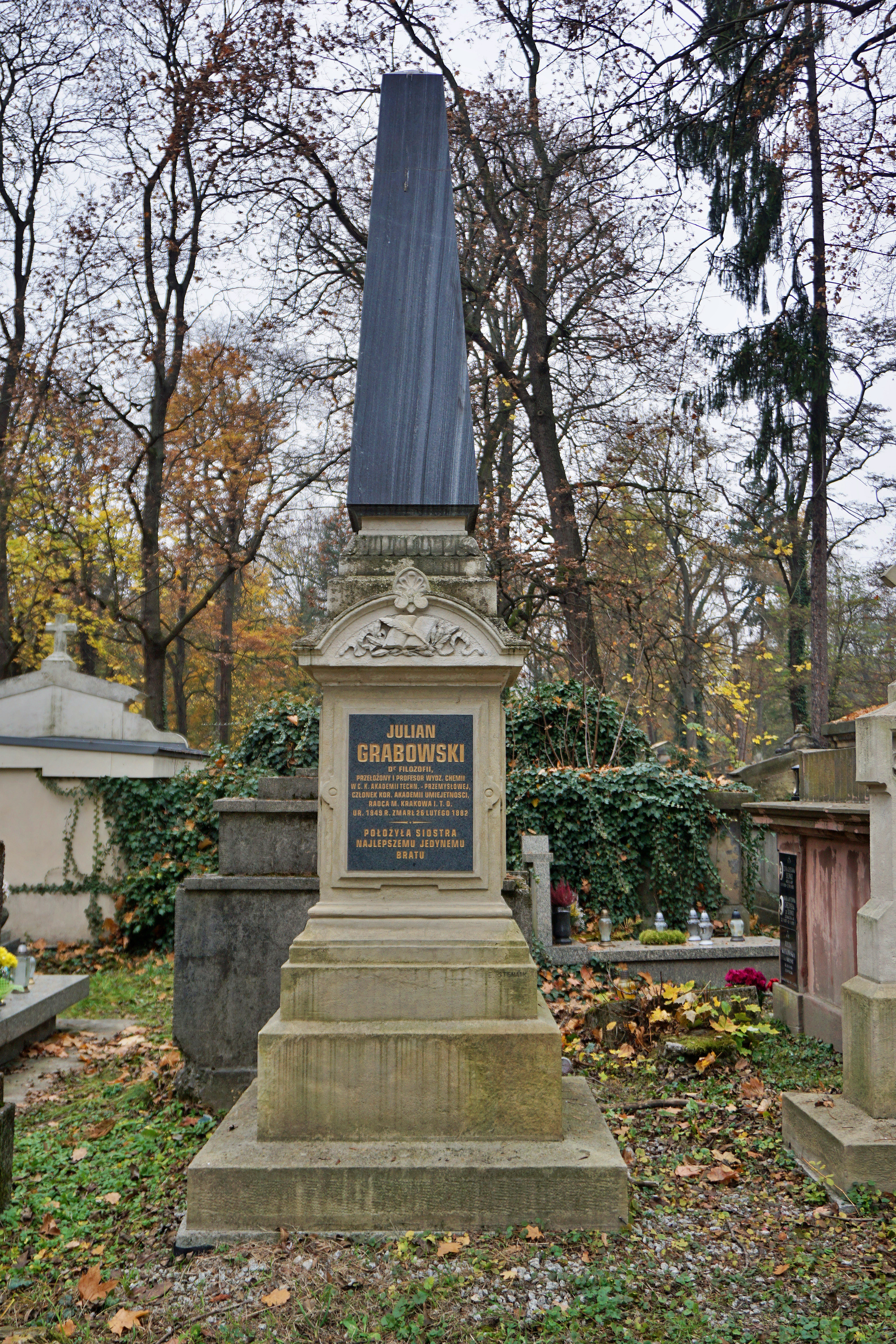
Grób Juliana Grabowskiego na cmentarzu Rakowickim

W 1866 rozpoczął studia na oddziale przyrodniczym Wydziału Filozoficznego Szkoły Głównej Warszawskiej ukończył je w 1870 z tytułem kandydata
nauk. Dalsze studia kontynuował w Berlinie gdzie przetłumaczył na język polski Podręcznik Technologii Chemicznej opracowany przez Rudolfa Wagnera. Od 1871 pracował w Strasburgu pod kierunkiem Adolfa Baeyera, który zatrudnił go na stanowisku prywatnego asystenta. Współpraca obu chemików trwała do 1875 i zaowocowała
12 publikacjami dotyczącymi m.in. struktury i syntezy barwników ftaleinowych. W 24 grudnia Narodzenia 1873 Grabowski wraz z grupą przyjaciół, wybrawszy się na nocny spacer wziął udział w akcji ratunkowej w przypadkowo napotkanym pożarze. Odniesione wówczas ciężkie rany na całe życie zniekształciły mu twarz i stały się przyczyną nieuleczalnych silnych bólów. Kojenie ich morfiną spowodowało popadniecie w nałóg, który dramatycznie skrócił mu życie. W 1875 przeniósł się do Lwowa jako asystent Bronisława Radziszewskiego. W czerwcu 1875 wygłosił wykład habilitacyjny Chemia kwasu rezolowego, jego budowa i zastosowanie i uzyskał stanowisko docenta chemii technologicznej w Lwowskim Instytucie Politechnicznym. W 1877 wyjechał do Stanów Zjednoczonych gdzie zapoznał się z tamtejszym przemysłem naftowym, powrócił stamtąd z obfitym materiałem badawczym i obszerną kolekcją minerałów. Po powrocie przeniósł się do Krakowa, gdzie w świeżo zreorganizowanym Instytucie Techniczno-Przemysłowym mianowano go przewodniczącym Wydziału Chemicznego oraz profesorem technologii chemicznej. 2 maja 1877  Wydział Matematyczno-Przyrodniczy Akademii Umiejętności wybrał go na
członka korespondenta) Grabowski miał wówczas 29 lat. Prace Grabowskiego dotyczyły głównie dziedziny technologii ropy naftowej, chemii barwników organicznych, węglowodorów. Opracował nową metodę syntezy chloralidu oraz pierwsze syntezy związków naftolinowych. Był organizatorem przemysłu chemicznego oraz twórcą Podręcznika technologii chemicznej (1879). Od 1875 r. działał jako sekretarz w lwowskim Towarzystwie Przyrodników Polskich im. M. Kopernika. W 1877 został odznaczony medalem za zorganizowanie działu naftowego na odbywającej się we Lwowie Wystawie Krajowej. W tymże roku uczestniczył w 50. Zjeździe Lekarzy i Przyrodników Niemieckich w Monachium. W Krakowie powołano go na członka Komisji Fizjograficznej. W roku 1881 współorganizował III Zjazd Lekarzy i Przyrodników Polskich w Krakowie i został wybrany na członka
Rady Miejskiej. Grabowski był także członkiem Towarzystw Chemicznych Niemieckiego, Francuskiego
i Amerykańskiego oraz Towarzystwa Przyjaciół Nauk Ścisłych w Paryżu. Pochowany na cmentarzu Rakowickim (kwatera III).